# Joël Monteiro
Joël Almada Monteiro (* 5. August 1999 in Sitten) ist ein Schweizer Fussballspieler portugiesischer Abstammung.

## Karriere

### Vereine
Monteiro begann seine Laufbahn in der Jugend des FC Sion, bevor er zur Saison 2017/18 zum FC Azzurri LS 90 wechselte. Bis Saisonende kam er zu 17 Einsätzen in der 1. Liga, der vierthöchsten Schweizer Spielklasse, wobei er vier Tore erzielte. Zur Spielzeit 2018/19 schloss er sich dem Fünftligisten FC Conthey an. Bis zum Ende der Saison absolvierte er 23 Partien in der 2. Liga interregional, in denen er sieben Tore schoss. Daraufhin unterschrieb er einen Vertrag in der viertklassigen U-21-Mannschaft des FC Lausanne-Sport, dem Team Vaud. Bis Saisonende traf er in 13 Spielen in der 1. Liga sechsmal. 2020/21 folgten vier Partien in der vierthöchsten Schweizer Liga, in denen er fünf Tore erzielte. Zudem gab er am 20. September 2020, dem 1. Spieltag, sein Debüt für die erste Mannschaft in der Super League, der höchsten Schweizer Spielklasse, als er beim 2:1 gegen den Servette FC in der 87. Minute für Andi Zeqiri eingewechselt wurde. Bis zum März 2021 wurde er insgesamt viermal in der Super League eingesetzt, wobei er einmal traf, sowie einmal im Schweizer Cup, als Lausanne in der 2. Runde gegen den Drittligisten Stade Nyonnais gewann. Im Winter 2021 verpflichtete ihn der Serienmeister BSC Young Boys, Monteiro wurde per sofort an den Zweitligisten FC Stade Lausanne-Ouchy ausgeliehen. Bis zum Ende der Saison kam er zu zwei Partien in der zweitklassigen Challenge League.
Nach Leihende kehrte er zur Spielzeit 2022/23 nach Bern zurück und wurde mit den Young Boys Schweizer Meister 2023 und Schweizer Cupsieger 2023.

### Nationalmannschaft
Nach seiner Einbürgerung 2024 war Monteiro für die Schweizer Fussballnationalmannschaft spielberechtigt. Er gab sein Debüt am 8. September 2024 in der UEFA Nations League A bei der 1:4-Heimniederlage gegen Spanien, als er in der 59. Minute für Michel Aebischer eingewechselt wurde.